# Cephalophus adersi
El duiker de Ader (Cephalophus adersi) es una especie de mamífero artiodáctilo de la subfamilia Cephalophinae propia de Unguja (la principal isla del archipiélago de Zanzíbar) y la costa suroeste de Kenia.
Es activo durante el día y vive en parejas muy territoriales. Se alimenta de flores, hojarasca y frutas, aprovechando los restos que los monos y aves desechan, ya que viven en los árboles. Al igual que muchos otros duikers, posee un pelaje sedoso y suave con una rojiza cresta en la parte superior de la cabeza.
Se encuentra en grave peligro de extinción ya que quedan menos de 1400 ejemplares en estado silvestre y 150 en estado doméstico.

## Características
Mide alrededor de 30 cm de alto. Su peso varía mucho dependiendo de la ubicación geográfica; en el este de Zanzíbar pesan 12 kg, mientras que los del sur pesa sólo 7,5 kg. Su pelaje es de color marrón rojizo, más gris en el cuello, y más claro en la parte trasera y en su pecho. Una pequeña cresta roja recorre su cabeza. También tiene cuernos pequeños, de 3 a 6 cm. El hocico es puntiagudo, y la nariz es plana. Las orejas miden de 7,0-8,3 cm de largo, con un mechón marcado de pelo en la nuca.

## Distribución y hábitat
Viven principalmente en los bosques de África. La especie puede vivir en matorrales bastantes secos cerca del mar o de los afloramientos de coral; en Zanzíbar, se limitan a los bosques matorrales. En Arabuko Sokoke (Kenia), están más a menudo situados en la vegetación Cynometra, especialmente en "tierra roja".

## Biología y comportamiento
Viven en los bosques costeros, matorrales y bosques, donde comen flores, hojas y la fruta que ha caído de la cubierta forestal. La especie parece ser diurna, ya que rara vez se ve activos durante la noche. Los patrones de alimentación típicos son desde el amanecer hasta tarde en la mañana, que es seguido por un período de descanso y rumia. A media tarde, generalmente se activan, y seguirán alimentándose hasta el anochecer.
Por lo general son solitarios o se encuentran en pequeños grupos de dos o tres. A menudo recogen restos de frutas que se les cayeron a monos y aves que se alimentan en los árboles.
C. adersi muestra una dependencia especial en las flores y las bayas que crecen prolíficamente de árboles comunes en la zona, como el ébano (Diospyros consolataei), baya kudu (Cassine aethiopica) y guarri casquillo (schimperi Euclea) y arbustos como la baya del pavo (Canthium spp) y Polyspheria. Además de éstos, que van a comer los brotes, brotes y otro crecimiento fresco encuentran a nivel del suelo. Esta especie de duiker aparentemente pueden vivir sin beber, consiguiendo la mayor parte de la hidratación que necesitan de sus dietas.